# Geílson
Geílson de Carvalho Soares mais conhecido simplesmente como Geílson (Cuiabá, 10 de abril de 1984) é um ex-futebolista brasileiro que atuava como atacante.

## Carreira
Geilson despontou na Taça Rio de Futebol Juvenil de 2002, considerado o Campeonato Brasileiro da categoria sub-17, defendendo o Mixto. No mesmo ano, em outubro, foi levado ao time do Mirassol sem nenhum ônus para o clube paulista.
Foi emprestado ao Albirex Niigata do Japão, onde conquistou o Campeonato Japonês da 2ª Divisão.
Depois de passar pelo Internacional em 2004, onde conquistou o Campeonato Gaúcho daquele ano, foi anunciado para jogar no Santos FC.
Geilson estreou marcando dois gols na derrota de 3 a 2 para o Vasco da Gama, na Vila Belmiro.
Seu gol mais conhecido aconteceu em outubro de 2005 contra o São Paulo no Morumbi; após cobrança de falta de Rogério Ceni, a bola bate na barreira e o Santos arma um veloz contra ataque para a conclusão com categoria de Geílson. Geílson foi um dos artilheiros do Santos no Brasileiro de 2005, com 10 gols marcados, ao lado do meia Ricardinho, mas o time terminou a competição apenas na 10ª colocação.
O atacante foi campeão paulista em 2006. Deixou o clube após o Estadual e encerrou sua passagem com 31 jogos e 13 gols marcados com a camisa do Peixe.
Em agosto de 2007, foi contratado pelo Atletico Paranaense. Na sua estreia em 2 de setembro contra o Atlético Mineiro, na Arena da Baixada, se machucou e quando retornou teve poucas oportunidades no clube.
No começo de 2008, foi emprestado ao Sertãozinho, onde disputou o Campeonato Paulista.
No ano de 2010, Geílson foi contratado pelo Náutico, sendo dispensado do clube após briga com companheiro de time.
Em 2011 jogou pelo Guarani, onde pediu rescisão de contrato por atraso de salários. Em seguida, em julho, acertou com o ABC.
Em 2012, Geílson jogou no Santa Cruz, onde foi Campeão Pernambucano, mas foi liberado.
Após passagem pelo Al-Shorta SC, da Síria, chegou ao Mixto em agosto de 2013, para a disputa do Brasileiro Série D.
Em 2014, chegou ao Lajeadense.
Foi eleito o craque do Campeonato Mato-grossense em 2015, quando defendia as cores do Operário VG, marcando sete gols na campanha do vice-campeonato estadual. Sendo assim, foi contratado pelo Cuiabá, para a disputa da Série C do Brasileiro e também disputou o Campeonato Matogrossense 2016.
Na temporada 2018, ele atuou em duas equipes do Mato Grosso. Primeiro foi para o Dom Bosco e depois foi contratado pelo Operário. No final daquele ano, foi anunciado pelo Itabaiana, para a disputa do Campeonato Sergipano de 2019.
No segundo semestre de 2019, foi apresentado como novo técnico do Operário Ltda.

## Títulos
Albirex Niigata[carece de fontes?]
- J2 League: 2003

Internacional[carece de fontes?]
- Campeonato Gaúcho: 2004

Santos[carece de fontes?]
- Campeonato Paulista: 2006

Santa Cruz[carece de fontes?]
- Campeonato Pernambucano: 2012